# Aurora consurgens
Aurora consurgens (literalment l'alba naixent) és un tractat llatí medieval d'alquímia que s'havia atribuït erròniament a Tomàs d'Aquino, il·luminat amb 37 miniatures d'aquarel·la. El manuscrit més antic (Zürich Zentralbibliothek MS. Rhenoviensis 172), incomplet, data del ~1420. I una altra versió, aquesta completa, data de l'any 1450 (Praga, Universitni Knihovna, MS. VI. Fd. 26). Fou redescobert per Carl Gustav Jung el 1936.

## L'obra
El text és en gran part un comentari d'un tractat àrab del segle x, la Tabula Chemica de Zadith Filius Hamuel, és a dir, l'alquimista àrab Ibn Umail. Se n'havia fet una mala traducció al llatí al segle XI o XII. Aquest text és la descripció (ekphrasis) dels frescos de la cambra subterrània d'una piràmide, en què hi ha una taula de marbre o maragda, gravada amb símbols jeroglífics, recolzada sobre els genolls d'Hermes Trismegist, el mític fundador de l'alquímia. Després, s'hi van afegir les il·lustracions del text en la seua versió d'Aurora consurgens. Segons la Tabula chemica, se'n van copiar els pictogrames, fet que garanteix la integritat i veracitat de l'ensenyament d'Hermes. L'Aurora consurgens és, doncs, l'expressió visual del mite, important en el Renaixement, del redescobriment dels coneixements antics -la transmissió d'aquest coneixement, d'origen diví, en pictogrames jeroglífics li permet fugir de les deformacions de la interpretació humana i verbal.
El llibre, el va reeditar el 2017 Éditions Mimésis (en francés). En el prefaci, un comentari de Roberto Revello, doctor en filosofia de la religió de la Universitat d'Insúbria, explica la possible atribució de l'Aurora Consurgens a Tomàs d'Aquino. En primer lloc, el treball té "un estil semblant al del doctor Angelicus», perquè les visions que hi apareixen que són molt properes a «l'experiència interior que [Tomàs d'Aquino] va viure dramàticament com una crisi real i que el va dur a interrompre la redacció de la Summa Theologiae en els darrers mesos de la seua vida». Aquesta edició reuneix dotze capítols i set il·lustracions (vuit amb portada).

### Descobriment
L'Aurora consurgens la va redescobrir i posar de nou en circulació Carl Gustav Jung. Constitueix el tercer i darrer volum, acabat l'any 1957, del Mysterium Coniunctionis. La filosofia hermètica i natural ocupà un lloc central en la recerca de Jung al voltant dels anys trenta. Jung estava treballant en aquest moment en Le Secret de la fleur dorée (1929) i Artis Auriferae (1572), aquest últim esmenta una obra que vincularia la pedra filosofal i el mateix Crist. Aquesta referència, però, no especifica pas ni l'autor ni el títol de l'obra en qüestió. Jung, llavors resident a Küsnacht, començà a cercar aquest manuscrit i el trobà a la Biblioteca Central de Zúric (MS. Rhenoviensis 172), malgrat que en mancava la primera secció. Se n'està fent una nova recerca, aquesta vegada per trobar-ne una còpia completa. Després d'una extensa investigació a la Biblioteca Britànica, va anunciar el 1936, durant les conferències d'Eranos a la Universitat Yale, que hi havia un manuscrit complet de l'Aurora Consurgens a la Biblioteca Nacional de França.

### Anàlisi
Umberto Eco demana a l'alumne d'A. J. Greimas, Claude Zilberberg, semiòtic i antic codirector del Seminari Intersemiòtic de París, per fer una lectura detallada de l'Aurora consurgens. Zilberberg publicà dos articles en un número de la revista italiana Versus (1993) en què analitzava la quarta de les vuit paràboles. Zilberberg detalla un fet alquímic, els processos alquímics i la implementació dels seus principis, en concret identificant-ne tres tendències: (i) obertura i tancament, (ii) exclusió o classificació i participació o barreja, (iii) concentració i difusió. Analitza associació i separació, escalfament i humidificació, dissolució i fusió, fusió i barreja, etc. L'empresa d'aquests dos articles, que Donald Maddox completa amb la seua contribució, vol demostrar que aquest fer alquímic és la mutació de dos estats, que la seua transformació, tant independent com unida, és també un discurs iniciàtic, parabòlic. Les modalitats d'aquest discurs són voluntàriament fosques.

### Traduccions notables
Aquest text ha estat traduït i comentat, Aurora Consurgens the rising of the dawn (1966), per la psicòloga Marie-Louise von Franz, col·laboradora del psicoanalista Carl Gustav Jung.

## Llistes de manuscrits
Fins ara, es coneixen deu exemplars del manuscrit, tots conservats en biblioteques europees:
- Biblioteca Central de Zúric, MS. Rhenoviensis 172 (100 fulls, 26 il·lustracions, incloses 2 a tota pàgina), datat de cap al 1420; (en manca la primera secció)
- Biblioteca de la Universitat de Glasgow, MS. Ferguson 6;
- Biblioteca de la Universitat de Leiden, MS. Vossiani Chemici F. 29;
- París, BnF, MS. Llatí 14006: Tractats d'alquímia, que reuneixen Aurora consurgens i dos manuscrits més, Liber secretorum alchimie i Flos regis,[9] sense il·lustracions;
- Biblioteca de la Universitat Carolina de Praga, MS. VI. Fd. 26;
- Praga, Metropolitan Chapter Library, MS. 1663. O. LXXIX;
- Biblioteca Estatal de Berlín, MS. Germ. qu. 848;
- Biblioteca de la Universitat de Bolonya, MS. N. 747, de 1492;
- Biblioteca Marciana de Venècia;
- Biblioteca Nacional d'Àustria de Viena, Codex Vindobonensis 5230.

## Il·luminació

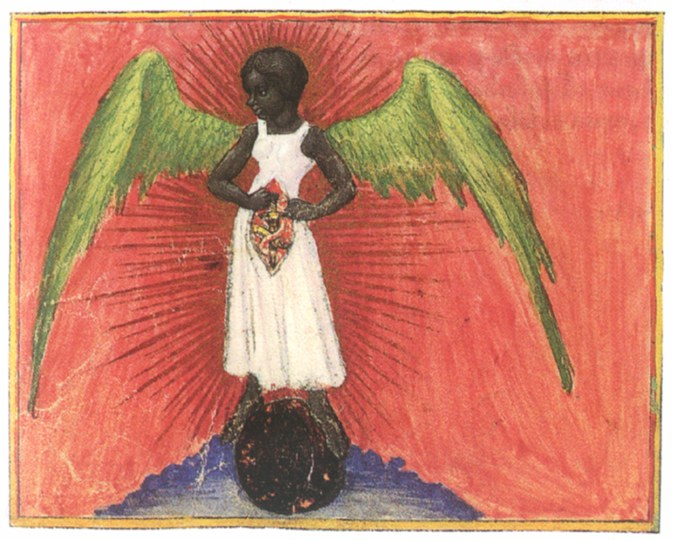
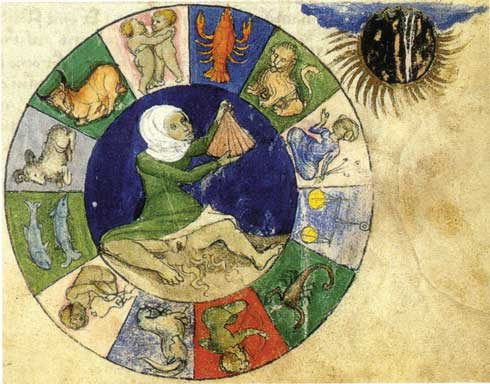
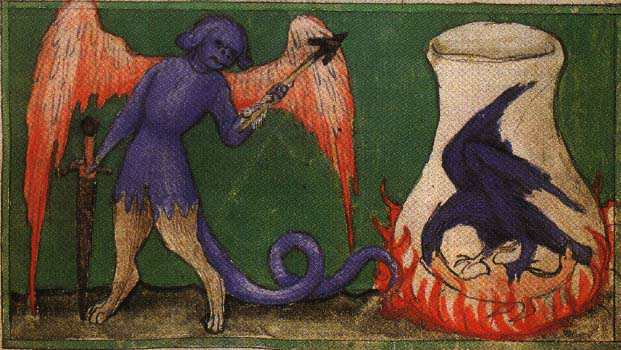
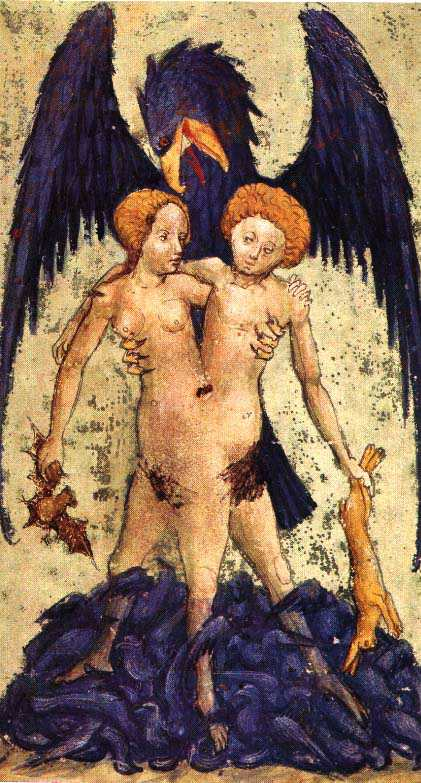
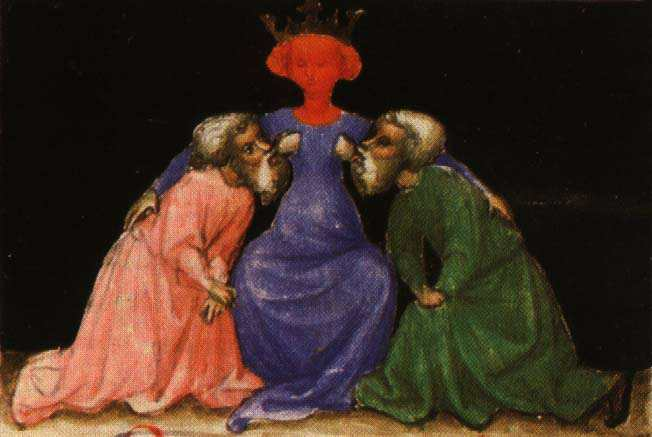
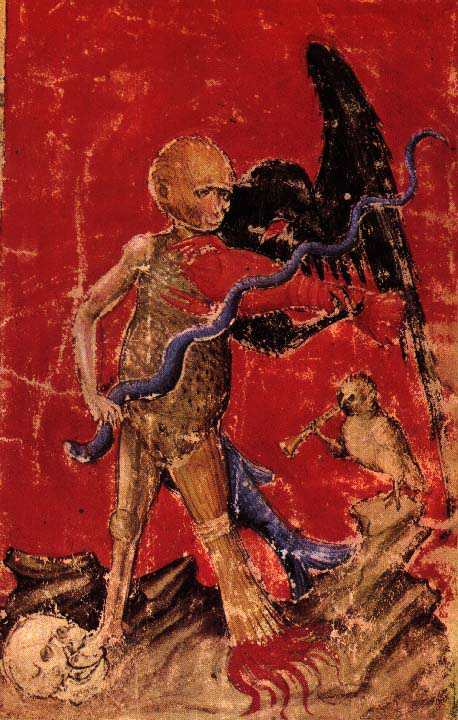
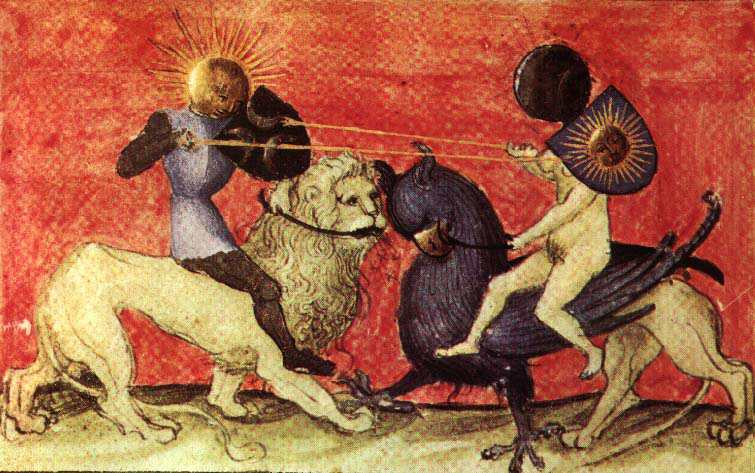
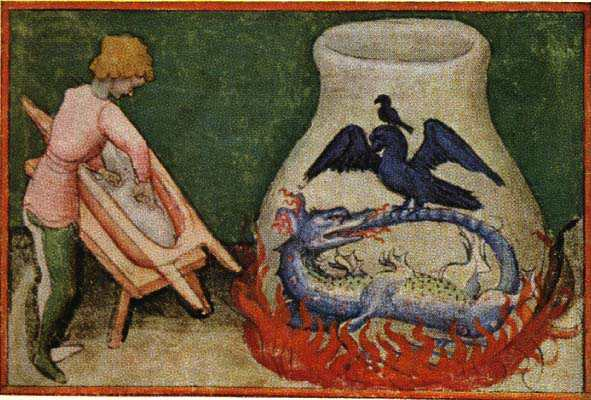
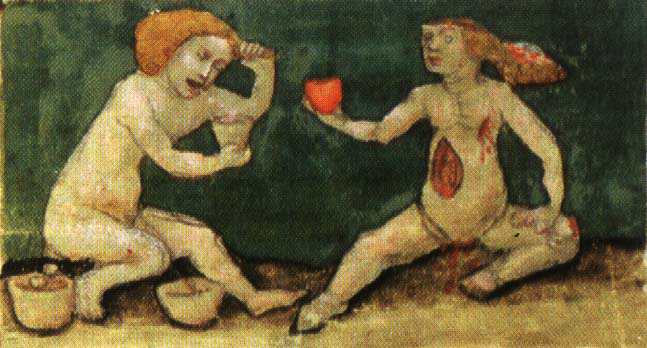